# Demon Slayer: Kimetsu no Yaiba – The Movie: Mugen Train
Demon Slayer: Kimetsu no Yaiba – The Movie: Mugen Train  (jap. 劇場版「鬼滅の刃」 無限列車編, Gekijō-ban „Kimetsu no Yaiba“ Mugen Ressha-hen) ist ein japanischer Anime-Film basierend auf der Mangaserie Demon Slayer von Koyoharu Gotōge (alternativ Koyoharu Gotouge). Er wurde von Studio Ufotable in Zusammenarbeit mit Aniplex und dem Herausgeber des Mangas Shueisha produziert und kam im Oktober 2020 in japanische und internationale Kinos. In Deutschland wird der Film seit April 2021 von Peppermint Anime vertrieben.
Mit einem Einspielergebnis von über 447 Millionen US-Dollar gehört er zu den kommerziell erfolgreichsten Produktionen des Filmjahres 2020 und ist der international erfolgreichste japanische Film seit Chihiros Reise ins Zauberland.

## Handlung
Der Film ist eine direkte Fortsetzung der Animeserie und knüpft an die erste Staffel an. Tanjiro und die Gruppe der Demon Slayer haben ihr Rehabilitationstraining in der Butterfly Mansion abgeschlossen und kommen zu ihrer nächsten Mission in den Mugen-Zug, in dem in kurzer Zeit über 40 Menschen verschwunden sind. Tanjiro und Nezuko, zusammen mit Zenitsu und Inosuke, schließen sich einem der mächtigsten Schwertkämpfer innerhalb des Demon Slayer Corps, Flame Hashira Kyojuro Rengoku an, um sich dem Dämon an Bord des Mugen-Zugs zu stellen, der sich auf dem Weg ins Verderben befindet.

## Entstehung und Veröffentlichung
Gegen Ende der ersten Staffel der bis dato überaus erfolgreichen Animeserie Demon Slayer: Kimetsu No Yaiba wollte der Produzent Yūma Takahashi eine Fortsetzung als Kinofilm herausbringen, um neue Zielgruppen zu erreichen. Als Vorlage entschied er sich für den in Band 7 und 8 des Mangas behandelten Mugen-Train Handlungsabschnitt, sich wegen seines Umfangs und Aufbaus gut als Adaption eignete. Die Produktion begann kurz darauf, im September 2019.
Der Film kam im Oktober 2020 erstmals in japanische Kinos, wo er bereits am ersten Wochenende mehr als 3 Millionen Tickets verkauft hat. Wegen lokalen Verzögerungen und Kinoschließungen aufgrund der Covid-Pandemie wurde der Film erst in den folgenden Monaten international veröffentlicht. In deutschsprachigen Ländern erfolgte der Kinostart mit über 60.000 Besuchern im Mai 2021 durch den Publisher Peppermint Anime.

## Synchronisation
Die deutsche Synchronisation entstand durch die Oxygen Sound Studios in Berlin mit einem Dialogbuch von Christian Zeiger.
| Rolle                                             | japanischer Sprecher (Seiyū) | deutscher Sprecher        |
| ------------------------------------------------- | ---------------------------- | ------------------------- |
| Tanjiro Kamado (竈門 炭治郎 Kamado Tanjirō)       | Natsuki Hanae                | Constantin von Jascheroff |
| Nezuko Kamado (竈門 禰豆子 Kamado Nezuko)         | Akari Kitou                  | Julia Meynen              |
| Zenitsu Agatsuma (我妻 善逸 Agatsuma Zenitsu)     | Hiro Shimono                 | Dirk Petrick              |
| Inosuke Hashibira (嘴平 伊之助 Hashibira Inosuke) | Yoshitsugu Matsuoka          | Dennis Schmidt-Foß        |
| Kyojuro Rengoku (煉獄 杏寿郎 Rengoku Kyōjurō)     | Satoshi Hino                 | Tommy Morgenstern         |
| Enmu – Abnehmende Eins (魘夢 Enmu)                | Daisuke Hirakawa             | Rainer Fritzsche          |
| Akaza – Zunehmende Drei (猗窩座 Akaza)            | Akira Ishida                 | Gerrit Schmidt-Foß        |
| Ruka Rengoku (煉獄 瑠火 Rengoku Ruka)             | Megumi Toyoguchi             | Melanie Hinze             |
| Shinjuro Rengoku (煉獄 槇寿郎 Rengoku Shinjurō)   | Rikiya Koyama                | Bernd Vollbrecht          |
| Senjurō Rengoku (煉獄 千寿郎 Rengoku Senjuro)     | Junya Enoki                  | Hannes Maurer             |
| Tanjuro Kamado (竈門 炭十郎 Kamado Tanjūrō)       | Shin’ichiro Miki             | Viktor Neumann            |
| Kie Kamado (竈門 葵枝 Kamado Kie)                 | Houko Kuwashima              | Gundi Eberhard            |
| Takeo Kamado (竈門 竹雄 Kamado Takeo)             | You Taichi                   | Derya Flechtner           |
| Hanako Kamado (竈門 花子 Kamado Hanako)           | Konomi Kohara                | Saskia Glück              |
| Shigeru Kamado (竈門 茂 Kamado Shigeru)           | Kaede Hondo                  | Ronja Peters              |
| Rokuta Kamado (竈門 六太 Kamado Rokuta)           | Aoi Koga                     | Doreaux Zwetkow           |
| Amane Ubuyashiki (産屋敷 天音 Ubuyashiki Amane)   | Rina Satou                   | Jessica Rust              |

## Rezeption

### Einspielergebnis
Bereits innerhalb der ersten drei Tage des japanischen Kinostarts nahm der Film mehr als 4,5 Milliarden Yen (40 Mio. €) ein, was den Produktionskosten von rund 2 Milliarden Yen gegenübersteht. Bis August 2022 erreichte Mugen Train ein zusammengefasstes Einspielergebnis von fast 500 Millionen Euro, womit er sowohl Chihiros Reise ins Zauberland als auch Your Name als finanziell erfolgreichste japanische Filme überholte.

### Kritiken
Der Film stieß auf generell positive Kritiken. Auf Rotten Tomatoes erreichte er 7,8 von 10 Punkten mit 98 % positiven Bewertungen, auf Metacritic wurde ihm ein Gesamtscore von 72/100 anhand von 10 Kritiken gegeben.
Michael Meyns von Filmstarts gibt dem Film 4 von 5 Sternen und resümiert, dass sich westliche Augen an den „nur auf den ersten Blick oberflächlichen Anime-Blockbuster“ erst gewöhnen müssen, bis eine zweite Ebene durchscheine, die japanische Religion und Spiritualität auf mitreißende Weise zeige. Er vergleicht Demon Slayer – The Movie: Mugen Train in diesem Aspekt mit den Werken von Hayao Miyazaki, nur mehr auf Action ausgelegt.

### Auszeichnungen
Mainichi Eiga Concours 2021
- Nominierung als Bester Animationsfilm[13]

Seiun-Preis 2021
- Nominierung als Bestes Medienprodukt[14]

Asian Film Award 2021
- Auszeichnung als Asiatischer Film mit dem höchsten Einspielergebnis[15]

Hochi Film Award 2021
- Auszeichnung als Bester Animationsfilm[16]

Japanese Academy Award 2021
- Auszeichnung als Bester Animationsfilm[17]